# Булычёв, Олег Николаевич
Олег Николаевич Булычёв (род. 18 октября 1966, Москва) — советский и российский хоккеист, нападающий. Мастер спорта России. Тренер.

## Биография
Уроженец Москвы. Отец — тренер по самбо, мать занималась велоспортом. Встал на коньки в три года. Воспитанник пензенского «Дизелиста», первый тренер Владимир Копенкин, в молодёжной команде — Геннадий Жулитов. Дебютировал за команду в первой лиге сезона 1982/83 в возрасте 16 лет. Армейскую службу (1985—1987) проходил в группе советских войск в Германии. Четыре сезона отыграл за «Дизелист» / «Дизель», в 1988 году вылетевший во вторую лигу. Из-за нарушений режима сезон 1991/92 провёл в «Вятиче» Рязань. Имел предложение играть в Швеции, но вернулся в Пензу. В 1996 году вместе с «Дизелем» вышел в РХЛ. Приглашался в СКА-«Амур», но команда выбрала его капитаном, и Булычёв два сезона отыграл за «Дизель» в РХЛ. Выступал до 40 лет в низших лигах за команды «Липецк» (1999/2000), «Элемаш» Электросталь и «Химик-2» Воскресенск (2000/01), «Металлург» Серов (2001/02 — 2003/04), «Владимир» (2003/04), «Кедр» (2005/06 — 2006/07).
Окончил факультет физического воспитания Пензенского педагогического университета.
В сезоне 2004/05 — главный тренер (до 4 декабря) и тренер ХК «Владимир». Тренер ДЮСШ Новоуральска 1995, 1997 годы рождения (2005—2007). Тренер команд 2001 и 2004 г. р. ХК «Оренбуржье» (Оренбург, 2008—2011). Тренер ДЮСШ 1999—2000, 2003—2004, 2005—2007, 2008—2009 г. р. ДЮСШ № 3 Чамзинского района Мордовии (2011—2014). Тренер в детской хоккейной школе «Динамо» (Волгоград, 2015—2016, 2019—2022). Тренер в частной детской хоккейной школе «Эдельвейс» (Пенза, 2018—2019).
Тренер команды по следж-хоккею «Крылья мечты» (Пенза).
Младший брат Вячеслав играл в хоккей в низших лигах.